# Mostar Sevdah Reunion
Il Mostar Sevdah Reunion è un ensemble musicale di Mostar, Bosnia-Erzegovina, che esegue quasi esclusivamente brani del genere sevdalinka. La band è composta da musicisti esperti e spesso collabora con musicisti di fama nel campo della musica gitana: hanno fatto due album con Šaban Bajramović e due album con Ljiljana Buttler. Ljiljana è stata spesso in tour con la band fino alla sua morte nel 2010.

## Storia del gruppo
La band è stata formata da Dragi Šestić in Mostar nel 1998 come un gruppo di musicisti locali, di talento ed esperienza. Erano vecchi amici che si sono riuniti nuovamente nell'estate del 1999 per registrare il loro primo album.
"Un gioiello da una terra martoriata dalla guerra": così la prestigiosa rivista musicale fRoots ha descritto questa formazione proveniente da Mostar, uno squisito gruppo di artisti con la passione per il "sevdah", antichissima forma musicale forse giunta nel Medioevo a seguito dell'arrivo degli Ottomani in Bosnia. Il nome può significare, da un lato, amore, desiderio, estasi oppure, dall'altro, una specie di fluido bilioso che controlla sentimenti ed emozioni; la si può definire la risposta balcanica al blues. 
La storia dei MSR è iniziata nel '93 quando Dragi Sestc, primo produttore ed allora membro della band, registrò un'audiocassetta con un paio di brani e la distribuì in edizione superlimitata fra i suoi amici. A quel tempo la musica era la sola via di sfogo dalle atrocità e le sofferenze di una nazione in guerra. La promessa era che "un giorno, a guerra finita, tutto il mondo avrebbe conosciuto il sevdah". Nel 1998 incisero a Mostar il primo, eponimo, cd e, da allora non hanno mai smesso di affascinare il pubblico di tutto il mondo, stupendolo con performance di world music che non sono mai uguali, ma che dipendono dalle emozioni e dai virtuosismi dei singoli artisti, cui spesso si sono uniti grandi personaggi della musica zingara balcanica come Ljiljana Buttler "regina del gypsy soul", Saban Bajramovic e la superstar macedone Esma Redzepova. Sette i dischi realizzati finora, spesso ricchi di ospiti.
Per tentare una definizione di questa musica dove gioca molto l'emozione e l'improvvisazione del cantante o dei suonatori, si sono spesso fatti paragoni tra loro con il Buena Vista Social Club e qualche anno fa il Sunday Times si è chiesto, fra il serio ed il faceto: "Cosa accadrebbe se paracadutassimo Van Morrison nella Bosnia più profonda?" a indicare come gli elementi etnici mescolati a soul, swing e jazz si fondano in questi artisti 'musicalmente nomadi' che sanno comunicare passioni e sofferenze usando la musica come veicolo per risolvere positivamente le tensioni sentimentali di cui cantano. 
I membri della band sono: Miso Petrović (chitarra solista), Sandi Duraković (chitarra), Nermin Alukić Cerkez (voce e chitarra), Marko Jakovljević (basso), Gabrijel Prusina (pianoforte), Senad Trnovac (batteria) e Vanja Radoja (violino).

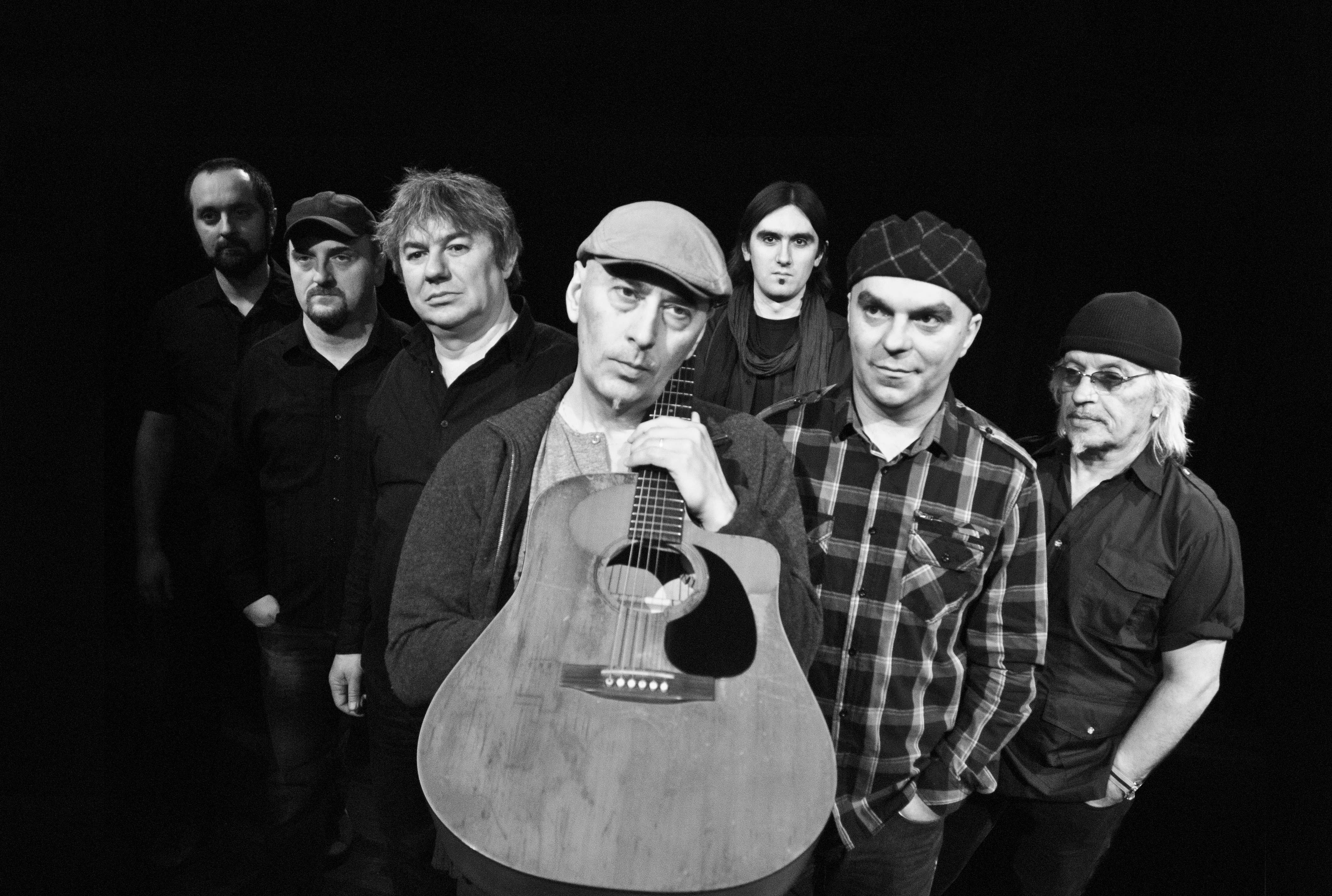
Mostar Sevdah Reunion

## Discografia
1. Mostar Sevdah Reunion: "Mostar Sevdah Reunion" (1999.),
2. Mostar Sevdah Reunion presents Šaban Bajramović: "A Gypsy legend" (2001.),
3. Mostar Sevdah Reunion and Ljiljana Buttler: "The Mother of Gypsy Soul" (Snail Records 2002.),
4. Mostar Sevdah Reunion: "A Secret Gate" (Snail Records 2003.),
5. Mostar Sevdah Reunion and Ljiljana Buttler: "The legends of life" (Snail Records 2005.),
6. Mostar Sevdah Reunion: "Saban" (Snail Records 2006.),
7. Mostar Sevdah Reunion: "Cafe Sevdah" (2007.),
8. Mostar Sevdah Reunion and Ljiljana Buttler "Frozen Roses" (Snail Records 2010.),.
9. Mostar Sevdah Reunion: "Tales From A Forgotten City" (Snail Records 2013.),
10. Mostar Sevdah Reunion: "Kings Of Sevdah" (Snail Records 2016.),
11. Mostar Sevdah Reunion presents Sreta  "The Balkan Autumn" (Snail Records 2018.),
12. Mostar Sevdah Reunion  "Lady SIngs The Balkan Blues" (Snail Records 2022.),.

## Premi
- "Davorin" bosniache Music Awards: Premio Speciale 2002
- "Davorin" bosniache Music Awards: The Best Etno Album Of The Year 2003 (per "The Mother Of Gypsy Soul: Ljiljana Buttler")
- "Davorin" bosniache Music Awards: il miglior album del 2004 (per "A Secret Gate")

## Filmografia
- Mostar Sevdah Reunion - di Pjer Žalica 2000
- Sevdah - il ponte che è sopravvissuto - da Mira Erdevički 2005
- Storie della città dimenticata - by Amir Grabus 2013